# Dysschema umbra
Dysschema umbra là một loài bướm đêm thuộc phân họ Arctiinae, họ Erebidae. Loài này được Druce miêu tả khoa học lần đầu tiên năm 1885.